# 4QMMT

4QMMT

 4QMMT, también conocido como MMT, o la Carta Halájica, es un texto reconstruido a partir de manuscritos que formaban parte de los Rollos del Mar Muerto descubiertos en Qumrán en el desierto de Judea. Los fragmentos de manuscritos utilizados para reconstruir 4QMMT se encontraron en la cueva 4 de Qumrán entre 1953 y 1959, y se conservan en el Museo Arqueológico Palestino, ahora conocido como Museo Rockefeller en Jerusalén. La sigla «4QMMT» designa un texto reconstruido a partir de manuscritos encontrados en la Cueva 4 de Qumrán. El documento fue designado provisionalmente «4QMishnique» (Mishná) por Józef Milik. La designación en la publicación final fue «4QMMT» (Miqsat Ma’ase ha-Torah, en hebreo «Algunos preceptos de la Torá» o «Algunas normas relativas a la Torá»). Este título también puede traducirse como «Obras de la Ley». Algunos estudiosos del Nuevo Testamento identificaron las conexiones de este documento con las ideas reflejadas en el teología paulina. Los dos principales estudiosos que identificaron, reconstruyeron y publicaron 4QMMT son John Strugnell y Elisha Qimron, los editores oficiales de estos manuscritos.

## Manuscritos de 4QMMT

### Texto compuesto reconstruido
4QMMT es un texto compuesto reconstruido a partir de fragmentos de seis manuscritos separados descubiertos en la cueva 4 de Qumrán. Los seis manuscritos fragmentados se denominan 4Q394, 4Q395, 4Q396, 4Q397, 4Q398 y 4Q399. Cinco de los manuscritos fueron escritos y conservados en pergamino (4Q394, 4Q395, 4Q396, 4Q397 y 4Q399); y uno fue escrito en papiro (4Q398). Los seis manuscritos también están fragmentados (por ejemplo, 4Q397, el más fragmentado de estos rollos, consta de 68 pequeños fragmentos).
Estos manuscritos también se designan por separado como 4QMMTa-f, donde 4QMMTa designa el manuscrito 4Q394, y continúan en serie hasta concluir con 4QMMTf, que designa el manuscrito 4Q399.

### Datación de la composición original
Strugnell y Qimron datan la composición original de 4QMMT alrededor del año 150 a. C. Esta fecha temprana se propone basándose en una evaluación de su contenido. El tono cordial de la carta del autor a los destinatarios sugiere que el texto se compuso en una época anterior o contemporánea a las primeras etapas organizativas de la comunidad de Qumrán. A partir de otros textos descubiertos en Qumrán y relacionados con la comunidad de Qumrán, los estudiosos creen que los Yahad (la comunidad de Qumrán) tenían una actitud más hostil hacia los líderes religiosos del Templo de Jerusalén y que se les prohibía mantener correspondencia con los líderes de Jerusalén.
Lawrence Schiffman fecha el 4QMMT alrededor del año 152 a. C., cuando la dinastía hasmonea tomó el control del sumo sacerdocio y comenzó a seguir las prácticas del templo identificadas como fariseas por fuentes posteriores. Este texto es un desafío a los líderes del Templo de Jerusalén con respecto a su comprensión de estas normas de pureza identificadas como propias de los fariseos.
Hanan Eshel fecha la composición de 4QMMT alrededor del año 152 a. C., el comienzo del ascenso al poder de Jonathan Apphus.

### Datación
Paleografía: El análisis paleográfico data las seis copias de 4QMMT entre el 75 a. C. y el 50 d. C. (Kampen y Bernstein). Sin embargo, el análisis lingüístico, que muestra trazas del lenguaje y el uso de principios del periodo del Segundo Templo, sugiere que las seis copias proceden de un original más antiguo, tal vez de 150 a. C.
Aunque la composición original del texto es de alrededor de 150 a. C., las estimaciones de las fechas de copia de estos seis manuscritos en particular oscilan entre el 75 a. C. y el 50 d. C.
El análisis paleográfico de los manuscritos de 4QMMT fue realizado por Strugnell y Qimron, con Ada Yardeni, quien analizó los manuscritos 4Q397 y 4Q398. Dataron los manuscritos paleográficamente a principios o mediados del periodo herodiano. Frank Moore Cross había datado uno de los manuscritos 4QMMT a finales de la hasmonea. Estas fechas sitúan los textos entre principios del siglo I a. C. y finales del siglo I d. C.

## Publicación
En 1959, John Strugnell recibió el encargo de publicar los manuscritos que componen el texto de 4QMMT. En 1979, el erudito en hebreo Elisha Qimron se unió a él para ayudarle en la publicación de 4QMMT.
El texto se publicó oficialmente en 1994, en la serie Discoveries in the Judean Desert. En la serie Discoveries in the Judean Desert (Descubrimientos en el desierto de Judea), se publicaron por primera vez fotografías de todos los fragmentos con transcripciones de los manuscritos y un texto compuesto basado en todos los manuscritos disponibles.
El primer conocimiento público de los manuscritos de 4QMMT se produjo en 1984 en el Congreso Internacional de Arqueología Bíblica, una conferencia celebrada en Jerusalén. Qimron informó a la conferencia de que él y Strugnell poseían y publicarían lo que hoy es 4QMMT.
El texto fue objeto de una disputa legal a principios de la década de 1990, cuando Qimron demandó con éxito a Hershel Shanks de la Biblical Archaeology Society y a otros por una reclamación de derechos de autor después de que publicaran su reconstrucción de 4QMMT a partir de 70 fragmentos, sin su permiso.

## Contenido

### Autores y destinatarios
El texto parece haber sido enviado por el líder de la comunidad de Qumrán a los líderes del establishment sacerdotal de Jerusalén. Cuando se dio a conocer al público el contenido general de este manuscrito, se entendió que se trataba de una carta escrita por el fundador de la comunidad de Qumrán, el Maestro de la Justicia, a su oponente, el Sacerdote Malvado, con el fin de explicar las razones de la existencia de la comunidad de Qumrán. El propósito de la carta era exponer las diferencias entre las dos partes, la comunidad de Qumrán y las autoridades del Templo de Jerusalén, y convocar a los líderes del Templo de Jerusalén a una interpretación y aplicación más estricta de ciertas leyes. Este anuncio de Qimron se consideró significativo porque revelaba que aún no se había publicado información importante sobre la comunidad de Qumrán.

### Género
El género del texto fue identificado inicialmente por Strugnell y Qimron como una carta personal. Los editores describieron el texto como una carta del líder de la comunidad de Qumrán, posiblemente incluso del Maestro de la Justicia, al líder de sus oponentes, un sumo sacerdote de Jerusalén. Ambos rechazaron posteriormente esta opinión.[cita requerida]

### Estructura
4QMMT está estructurado en tres secciones. La sección A es la introducción o incipit, la sección B es el cuerpo principal de la carta, que contiene una serie de interpretaciones de la ley judía (Halakhah), y la sección C es la conclusión.
4QMMT A comienza con una discusión sobre cómo calcular el calendario judío
4QMMT B es el cuerpo principal del texto con una discusión sobre las leyes judías.
4QMMT C es la conclusión de la carta.

### Contenido

#### 4QMMT A - Introducción
El contenido de la sección A incluye una discusión sobre el calendario judío, en la que se describe un calendario solar de 364 días que sustituiría al calendario lunar utilizado por los sacerdotes del Templo. El calendario lunar hacía que ciertas fiestas judías que requerían cosechas y sacrificios cayesen en sábado. El texto reconstruido incluye una discusión sobre cómo calcular el calendario, pero no todos están de acuerdo en que esta sea una parte adecuada del texto. Un punto importante de controversia entre los distintos grupos judíos de la época era la forma correcta de establecer un calendario. El calendario era un tema central de disputa porque cambiaba la fecha en la que se celebraban las principales fiestas judías.

#### 4QMMT B - Halajá
El manuscrito identifica veintidós leyes (Halajá) que se refieren a las leyes sacrificiales, los dones sacerdotales, la pureza ritual y otros asuntos. El texto es un argumento polémico que expone los puntos de vista de los líderes de Qumrán y exhorta a sus oponentes a aceptar sus opiniones. Presenta veintidós puntos de la Halajá, la ley judía, en los que la comunidad de Qumrán difiere de los líderes religiosos del Templo de Jerusalén. Estos puntos de la Halajá se oponen en general a las opiniones fariseas y coinciden con las posiciones saduceass. Esto llevó a los estudiosos a la conclusión de que la comunidad de Qumrán eran los esenios que se habían retirado de Jerusalén alrededor del 150 a. C., tras desacuerdos con las autoridades judías saduceas sobre las prácticas religiosas y su interpretación de la Halajá.

#### 4QMMT C - Conclusión
4QMMT C es la conclusión en la que el autor del texto, el líder de la comunidad de Qumrán, anima a sus destinatarios a modificar su interpretación de la Halajá para ajustarse a su punto de vista. El título del documento, MMT, proviene de la línea C26, que utiliza las palabras Miqsat Ma'ase ha-Torah, que en hebreo significa «Algunos preceptos de la Torá».